# Lista jocurilor video: T-Z
Aceasta este o listă alfabetică de jocuri video, care conține jocurile de la T la Z
- Jocuri video A-C
- Jocuri video D-H
- Jocuri video I-O
- Jocuri video P-S
- Jocuri video T-Z

## T

### Ta-Th
- Tapan Kaikki seria
  - Tapan Kaikki
  - Tapan Kaikki 2
  - Tapan Kaikki: Bloodshed
- Tales seria
  - Tales of Phantasia (Wolf Team, 1995)
  - Tales of Destiny (Wolf Team, 1997)
  - Tales of Destiny 2
  - Tales of Eternia
  - Tales of Fandom
  - Tales of Rebirth
  - Tales of Symphonia
  - Tales of Legendia
  - Tales of the Abyss
  - Tales of the Tempest
- Tangled Tales (Origin Systems, 1989)
- Tapper (Midway Games, [[1983 în jocuri video|1983)
- Task Force 1942
- Tecmo Super Bowl seria
- Tecmo World Cup Soccer
- Teenage Mutant Ninja Turtles
  - TMNT
- Tekken seria
  - Tekken
  - Tekken 2
  - Tekken 3
  - Tekken 4
  - Tekken 5
  - Tekken Advance
  - Tekken Tag Tournament
- Temple of Apshai
- Temple Run
- Temple Run 2
- The Temple of Elemental Evil
- Tennis (Mattel, 1980)
- Terrorist
- Test Drive seria
- Tetris
- Tetris Attack
- Tetris Plus
- Tetris Worlds
- The 7th Guest seria
- The Black Mirror*
- The Corporate Machine
- The Divide: Enemies Within
- The Dungeon (4th Dimension,1993)
- The fate of the dragon
- The Getaway
- The Getaway: Black Monday
- The hunt of the red baron
- The Incredible Machine seria
- The Legend of Zelda
  - The Legend of Zelda: Phantom Hourglass (Lansare: Oct. 1. 2007, Nintendo®)
  - The Legend of Zelda: Twilight Princess (Lansare: Dec. 11. 2006, Nintendo®)
  - The Legend of Zelda: Ocarina of Time (Lansare: Nov. 23. 1998, Nintendo®)
  - The Legend of Zelda: The Wind Waker (Lansare: Mar. 24. 2003, Nintendo®)
  - The Legend of Zelda: The Minish Cap (Lansare: Ian. 10. 2005, Nintendo®)
  - The Legend of Zelda (Lansare: Aug. 22. 1987, Nintendo®)
  - The Legend of Zelda: Majora's Mask (Lansare: Oct. 25. 2000, Nintendo®)
  - The Legend of Zelda: A Link to the Past (Lansare: Apr. 13. 1992, Nintendo®)
  - The Legend of Zelda: Oracle of Seasons (Lansare: Mai. 13. 2001, Nintendo®)
  - The Legend of Zelda: Link's Awakening (Lansare: Oct. 31. 1998, Nintendo®)
  - The Legend of Zelda: Oracle of Ages (Lansare: Mai. 13. 2001, Nintendo®)
  - The Legend of Zelda: Four Swords Adventures (Lansare: Iun. 7. 2004, Nintendo®)
- The Typing of the Dead
- Their Finest Hour (1989)
- Theme Park
- Theme Hospital
- Thexder
- They Stole A Million
- Thief seria
  - Thief: The Dark Project (Looking Glass Studios, 1998)
  - Thief Gold (Looking Glass Studios, 1999)
  - Thief II: The Metal Age (Looking Glass Studios, 2000)
  - Thief: Deadly Shadows (Ion Storm, 2004)
- Thing on a Spring (1985)
- Thinkin' Things Series
  - Thinkin' Things Collection 1 (Edmark Corporation, 1993)
  - Thinkin' Things Collection 2 (Edmark Corporation, 1995)
  - Thinkin' Things Collection 3 (Edmark Corporation, 1995)
- Think Quick! (Learning Company, The, 1987)
- Thrillville (Frontier Developments, 2006)
- Thrill Kill (Paradox Development)
- Thrust
- Thunder Force (Technosoft, 1983)

### Ti-To
- Command & Conquer : Tiberian Sun
- Star Wars: TIE Fighter
- Tiger in the Snow (SSI, 1981)
- Time Commando (Activision)
- Time Crisis seria
- TimeShift
- TimeSplitters
  - TimeSplitters 2
  - TimeSplitters: Future Perfect
- Tir Na Nog
- Titanic: Adventure Out of Time
- Titus the Fox
- To Boldly Go
- ToeJam and Earl seria
- Tokyo Xtreme Racer Advance
- Tomb Raider seria
- ToME
- Tongue of the Fatman
- Tony Hawk's Pro Skater seria
  - Tony Hawk's American Wasteland
  - Tony Hawk's American Sk8land
  - Tony Hawk's Pro Skater
  - Tony Hawk's Pro Skater 2
  - Tony Hawk's Pro Skater 3
  - Tony Hawk's Pro Skater 4
  - Tony Hawk's Underground
  - Tony Hawk's Underground 2
  - Tony Hawk's Underground 2 Remix
- Tony Tough and the Night of Roasted Moths
- Top Banana (joc video)
- Top Gun Combat Zones
- Top Spin
- Tornado
- Total Annihilation seria
  - Total Annihilation (Cavedog, 1997)
  - Total Annihilation: Kingdoms
- Tower Of Babel
- TUMIKI Fighters

### Tr-Ty
- Transcendence
- Transport Tycoon
- Tranz Am
- Trap Runner
- Tribes 2
- Tribes: Aerial Assault
- Tribes: Vengeance
- Trollie Wallie
- Tropico
- True Crime: Streets of LA
- Trust and Betrayal
- Turrican seria
- TV Sports Football
- Typhoon of Steel
- Typing of the Dead, The
- Tux Racer
- Twin Cobra (Taito, 1987)
- Twinworld
- Tyrant
- Tyrian
- Ty the Tasmanian Tiger
- Ty the Tasmanian Tiger 2

## U
- Ugh! (Bones Park, 1992)
- Ultima seria
  - Ultima I
  - Ultima II
  - Ultima III
  - Ultima IV
  - Ultima V
  - Ultima VI
  - Ultima VII
  - Ultima VIII
  - Ultima IX
  - Ultima Online
  - Ultima Underworld: The Stygian Abyss
  - Ultima Underworld II: Labyrinth of Worlds
- UmJammer Lammy
- Under Fire
- Underwurlde
- Unnkulia seria
- Unreal seria
- U.N. Squadron
- Untitled Goose Game
- Uplink
- Urban Champion
- Urban Champion-e
- The Urbz: Sims in the City
- Uridium
- Utopia

## V
- V for Victory seria
- Vagrant Story
- Valhalla
- Valkyrie Profile
- Valkyrie Profile 2: Silmeria
- Vandguard
- Varicella (Adam Cadre, 1999)
- Venture
- VGA Planets
- Victorious Boxers
- Victorious Boxers 2
- Vietcong
  - Vietcong: Fist Alpha
- Viewtiful Joe seria
  - Viewtiful Joe
  - Viewtiful Joe 2
  - Viewtiful Joe: Red Hot Rumble
  - Viewtiful Joe: Double Trouble
- Vigilante 8
- Vigilante 8: Second Offense
- Virtua Athlete 2000
- Virtua Cop seria
  - Virtua Cop
  - Virtua Cop 2
- Virtua Fighter seria
  - Virtua Fighter
  - Virtua Fighter 2
  - Virtua Fighter 3
  - Virtua Fighter 4
  - Virtua Fighter 5
  - Virtua Quest
- Virtual Boy Wario Land
- Virtua Striker
- Virtua Tennis
- Virtual Villagers
- Virtual Woman versions
  - Virtual Woman (DOS)
  - Virtual Woman for Windows
  - Virtual Woman 95
  - Virtual Woman 98
  - Virtual Woman 2000
  - Virtual Woman Millennium
  - Virtual Woman Net
- Virus
- Volfied
- Voodoo Vince

## W
- Wacky Races
- Wall Street Kid
- Warblade
- Warcraft seria
  - Warcraft: Orcs & Humans
  - Warcraft II: Tides of Darkness
  - Warcraft II: Beyond the Dark Portal
  - Warcraft III: Reign of Chaos
  - Warcraft III: The Frozen Throne
  - Warcraft, World of
  - Warcraft, World of: The Burning Crusade
- WarDevil: Enigma
- Wargame Construction Set
- Warhammer: Dark Omen (PC, 1998)
- Warhammer: Shadow of the Horned Rat (PC, 1995)
- Wario Land seria
  - Wario Land II
  - Wario Land 3
  - Wario Land 4 (GBA, 2001)
  - Wario: Master of Disguise (DS, 2007)
- Wario's Woods
- WarioWare, Inc. seria
  - WarioWare, Inc.: Mega Microgame$ (GBA, 2003)
  - WarioWare, Inc.: Mega Party Game$ (GCN, 2004)
  - WarioWare: Touched! (NDS, 2005)
  - WarioWare: Twisted! (GBA, 2005)
- WarLords seria
- War in Russia (1984)
- War Rock (2006)
- Warship
- War in the South Pacific
- Warning Forever (2003)
- Wasteland
- Waxworks (Horror Soft, 1992)
- The Way of the Exploding Fist
- Wayne Gretzky Hockey
- Weird Worlds: Return to Infinite Space
- Wendy: Every Witch Way
- Western Front
- Who wants to be a Millionaire Junior Edition
- Wild Arms seria
- Wild Thornberry's: Chimp Chase
- Windfall
- Wing Commander seria (1991)
- Wings
- Wings of Fury
- Wings of Wor
- Winter Games
- wipEout seria
- Wizard
- Wizardry seria
  - Wizardry: Proving Grounds of the Mad Overlord (1981)
  - Wizardry II: The Knight of Diamonds (1982)
  - Wizardry III: Legacy of Llylgamyn (1983)
  - Wizardry IV: The Return of Werdna (1986)
  - Wizardry V: Heart of the Maelstrom (1988)
  - Wizardry VI: Bane of the Cosmic Forge (1990)
  - Wizardry VII: Crusaders of the Dark Savant (1992)
  - Wizardry Nemesis (1996)
  - Wizardry 8 (2001)
- Wizard Mansion (2001)
- Wizard Of Wor
- The Wizard's Castle (IPCO, 1981)
- Wizard's Crown
- Wizball
- Wizkid
- Wiz'n'Liz
- Wolfenstein 3D
- Wolfenstein: Enemy Territory
- World Championship Rugby
- World of Warcraft
- Worms seria
- Wrath of Dethenor
- WWE Aftershock
- WWE Crush Hour
- WWE Day of Reckoning
- WWE Day of Reckoning 2
- WWE Mobile Madness
- WWE Mobile Madness Hardcore
- WWE Mobile Madness: Cage
- WWE RAW (2002)
- WWE RAW 2
- WWE Road to WrestleMania X8
- WWE SmackDown! seria
  - WWF SmackDown!
  - WWF SmackDown! 2: Know Your Role
  - WWF SmackDown! Just Bring It
  - WWE SmackDown! Shut Your Mouth
  - WWE SmackDown! Here Comes The Pain
  - WWE SmackDown! vs. RAW
  - WWE SmackDown! vs. RAW 2006
  - WWE SmackDown vs. Raw 2007
- WWE Survivor Series
- WWE WrestleMania X8
- WWE WrestleMania XIX
- WWE WrestleMania 21
- WWF Attitude
- WWF Betrayal
- WWF European Rampage Tour
- WWF In Your House
- WWF King of the Ring
- WWF No Mercy
- WWF Rage in the Cage
- WWF RAW (1994)
- WWF Road to WrestleMania
- WWF Royal Rumble (1993)
- WWF Royal Rumble (2000)
- WWF Steel Cage
- WWF Superstars
- WWF Superstars 2
- WWF Super WrestleMania
- WWF War Zone
- WWF With Authority!
- WWF WrestleFest
- WWF WrestleMania
- WWF WrestleMania 2000
- WWF WrestleMania: The Arcade Game
- WWF WrestleMania Challenge
- WWF WrestleMania: Steel Cage Challenge

## X
- X: Beyond the Frontier
- X2: The Threat
- X³: Reunion
- Xbattle
- Xbox Live Arcade
- X-COM seria
- Xconq (1987)
- Xenimus online rpg
- Xenogears
- Xenon seria
  - Xenon
  - Xenon 2 Megablast
- Xenosaga Episode I: Der Wille zur Macht
- Xenosaga Episode II: Jenseits von Gut und Böse
- Xevious
- Xexex
- X-Men: Mutant Academy
- X-Men: Mutant Wars
- X-Men: Wolverine's Rage
- XPilot
- Xtreme Sports
- X-Wing seria

## Y
- Yar's Revenge
- Yie-Ar Kung Fu
- Yohoho! Puzzle Pirates
- Yoshi
- Yoshi's Cookie
- Yoshi's Island (1995,SNES)
- Yoshi's Island DS (2006,DS)
- Yoshi's Story (1998,N64)
- Yoshi Topsy Turvy (2005,GBA)
- Yoshi Touch & Go (2005,DS)
- You Don't Know Jack seria
- Ys seria
- Yu-Gi-Oh! seria
  - Yu-Gi-Oh! 7 Trials of Glory: World Championship 2005 (GBA, 2005)
  - Yu-Gi-Oh! Capsule Monster Coliseum (PS2, 2004)
  - Yu-Gi-Oh! Destiny Board Traveler (GBA, 2004)
  - Yu-Gi-Oh! Dark Duel Stories (GBC, 2002)
  - Yu-Gi-Oh! The Duelists of the Roses (PS2, 2003)
  - Yu-Gi-Oh! Dungeon Dice Monsters (GBA, 2003)
  - Yu-Gi-Oh! The Falsebound Kingdom (GCN, 2003)
  - Yu-Gi-Oh! Forbidden Memories (PS, 2002)
  - Yu-Gi-Oh!: Game Boy Advance Video Volume 1 (GBA, 2004)
  - Yu-Gi-Oh! Nightmare Troubador (NDS, 2005?)
  - Yu-Gi-Oh! Power of Chaos: Joey the Passion (PC, 2004)
  - Yu-Gi-Oh! Power of Chaos: Kiaba the Revenge (PC, 2004)
  - Yu-Gi-Oh! Power of Chaos: Yugi the Destiny (PC, 2004)
  - Yu-Gi-Oh! Reshef of Destruction (GBA, 2004)
  - Yu-Gi-Oh! The Dawn of Destiny (XBOX, 2004)
  - Yu-Gi-Oh! The Eternal Duelest Soul (GBA, 2002)
  - Yu-Gi-Oh! The Sacred Cards (GBA, 2003)
  - Yu-Gi-Oh! World Championship Tournament 2004 (GBA, 2004)
  - Yu-Gi-Oh! Worldwide Edition: Stairway to the Destined Duel (GBA, 2003)

## Z
- Zarch
- Zak McKracken and the Alien Mindbenders (1988)
- Zany Golf
- Zaxxon
- Zeewolf
- Zero Divide
- Zero Gunner 2
- Zero Wing
- Zippy the Circle
- Zombie Revenge
- Zombies Ate My Neighbors
- Zone of the Enders
  - Zone of the Enders: The 2nd Runner
  - Zone of the Enders: The 2nd Runner Special Edition
  - Zone of the Enders: The Fist of Mars
- Zoo Keeper (2005, DS)
- Zoo Tycoon
- Zoo Tycoon 2
- Zoo Tycoon 2:Endangered Species
- Zool seria
  - Zool 2
- Zoom!
- Zork seria (1981)
- ZZT